# Међународна година људских права
Међународна година људских права (енгл. International Year of Human Rights) је 1968, по одлуци Генералне скупштине Уједињених нација.

## Историјат
Међународне године Уједињених нација, почевши од Светске године избеглица 1959—1960, одређују се како би се светска пажња усмерила на важна питања. Годину 1968. је Унеско прогласио Међународном годином људских права са основним циљем скретања пажње на стање људских права широм света.
Комисија за људска права Организације уједињених нација је на свом двадесетом заседању 17—18. марта 1964. разматрала одлуку Осамнаестог заседања Генералне скупштине Уједињених нација о проглашењу Међународне године људских права, препоручивши оснивање одбора за припрему прослава двадесете годишњице Опште декларације о људским правима и организовање међународне конференције о људским правима.